# Restrepia
Restrepia är ett släkte av orkidéer. Restrepia ingår i familjen orkidéer.

## Bildgalleri

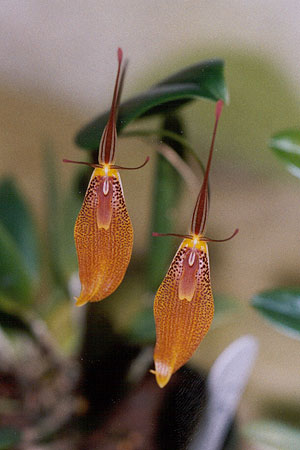
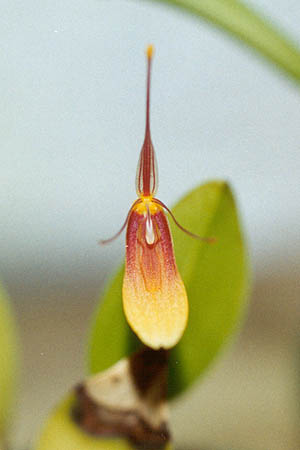
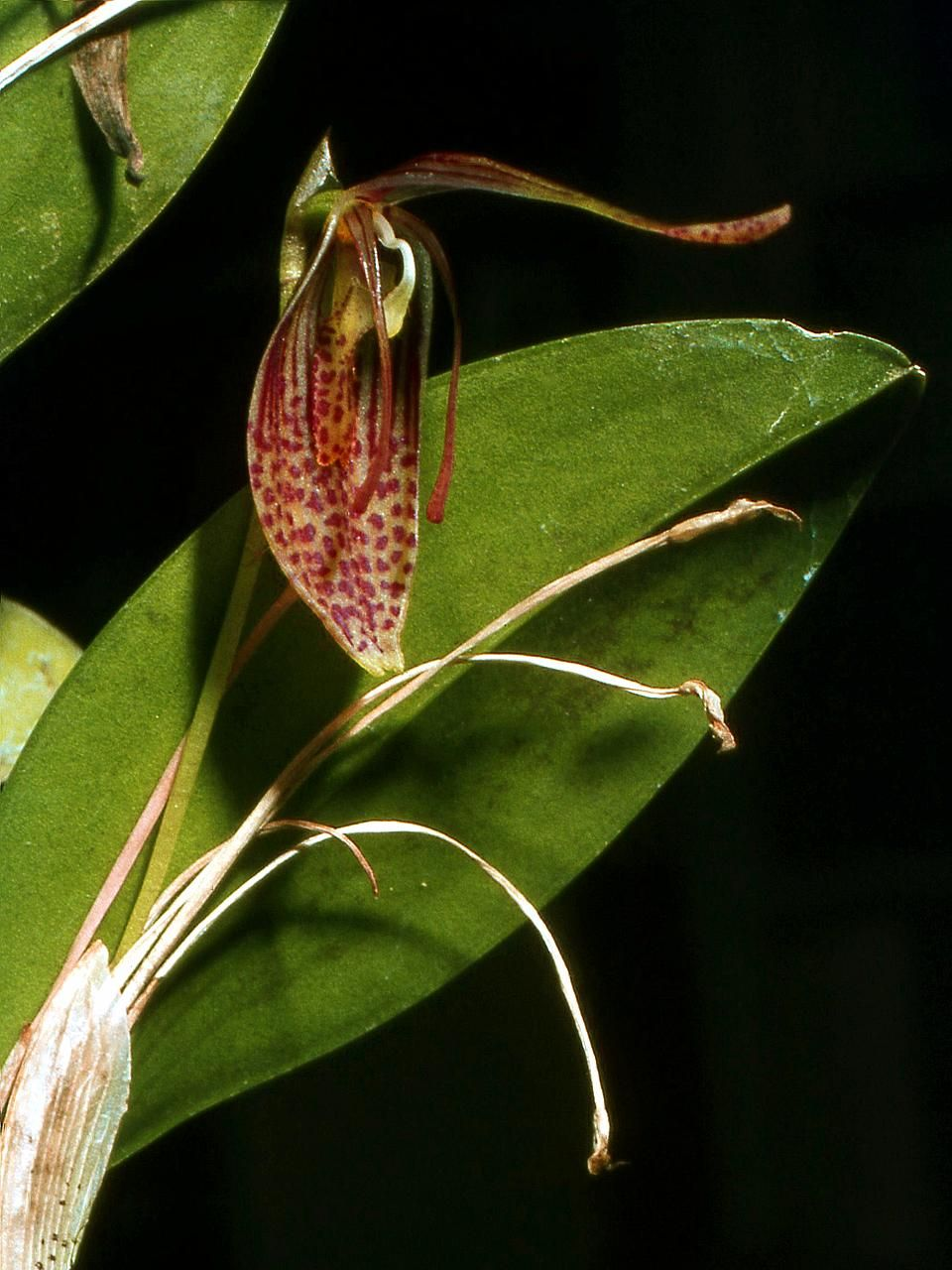
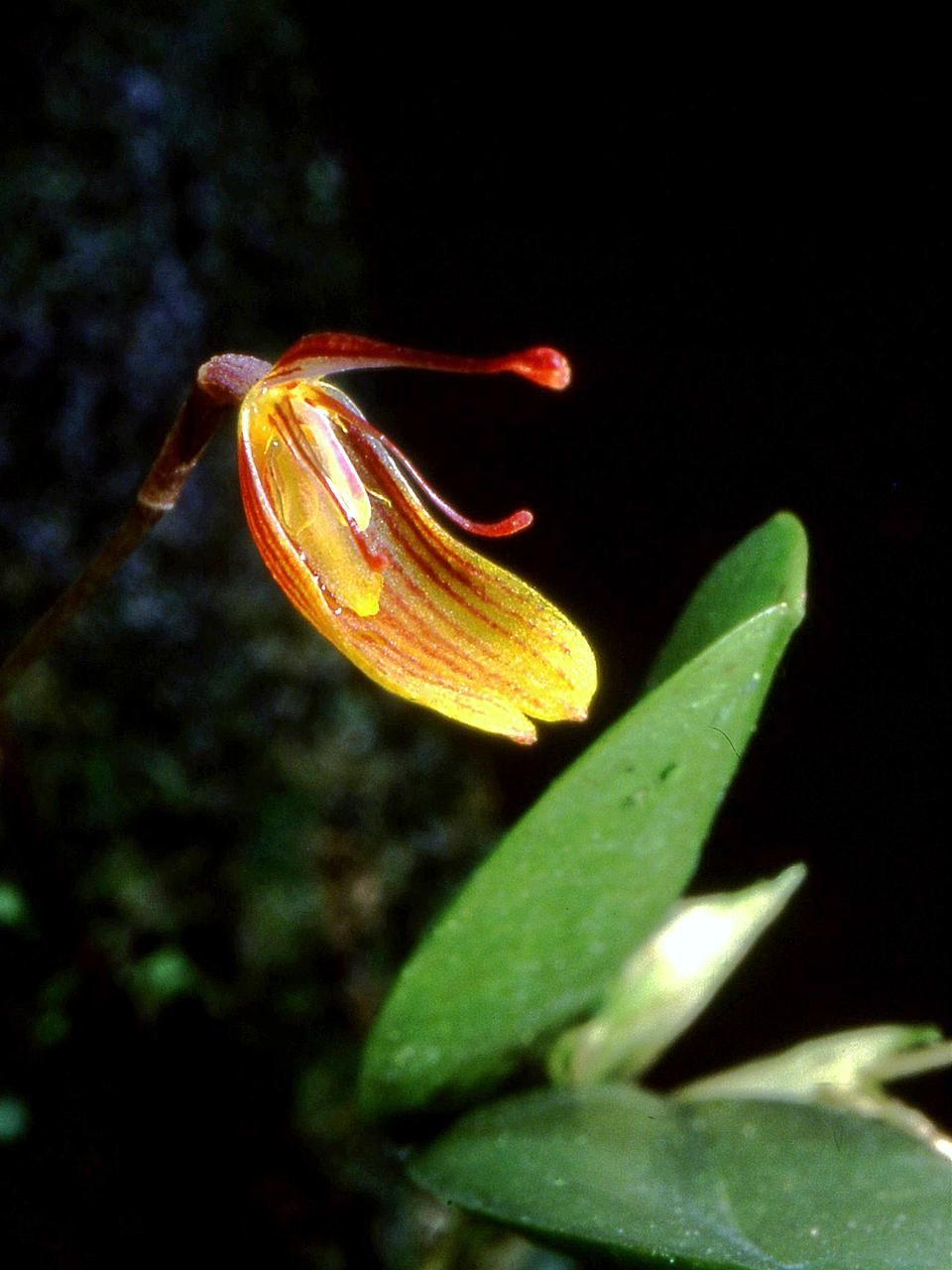
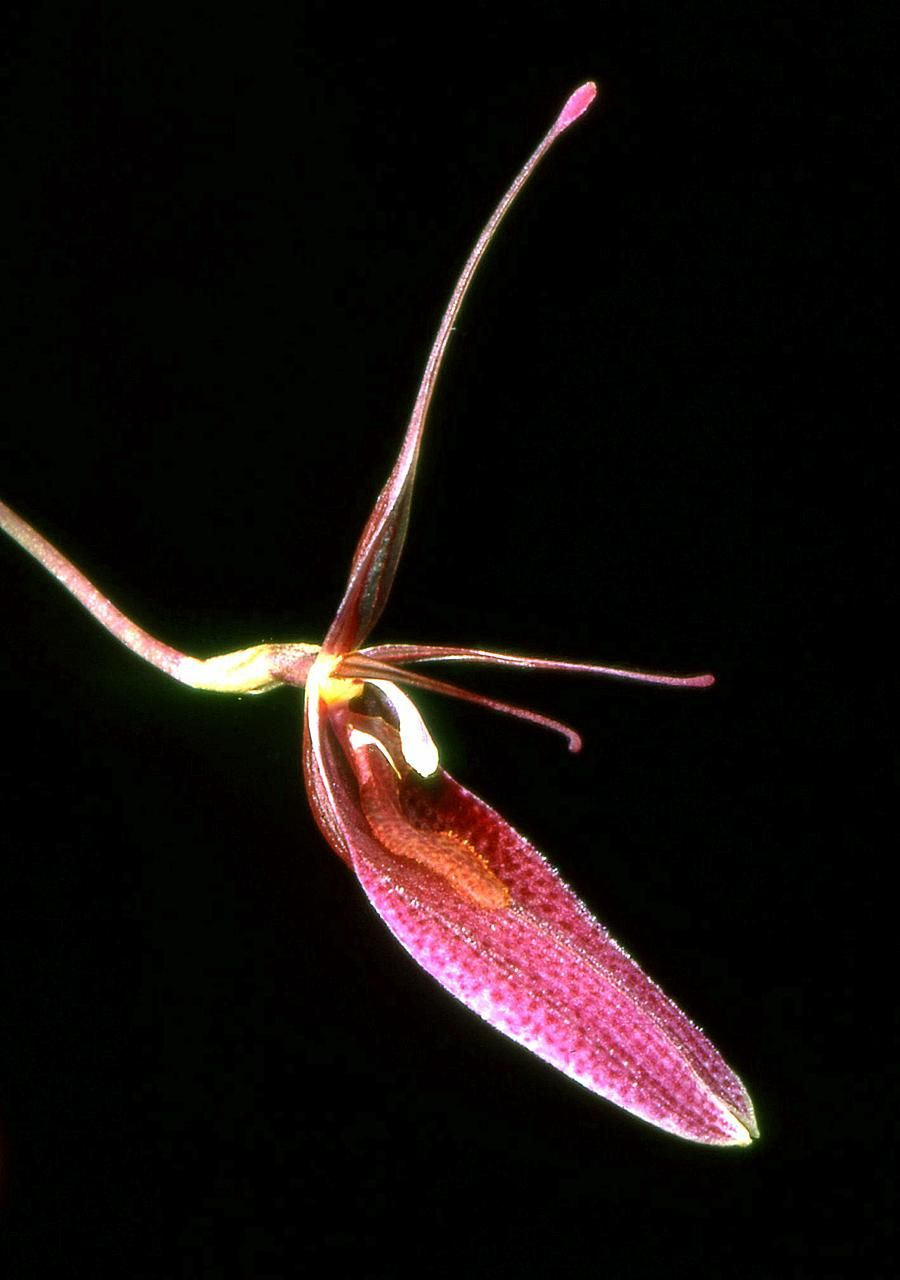
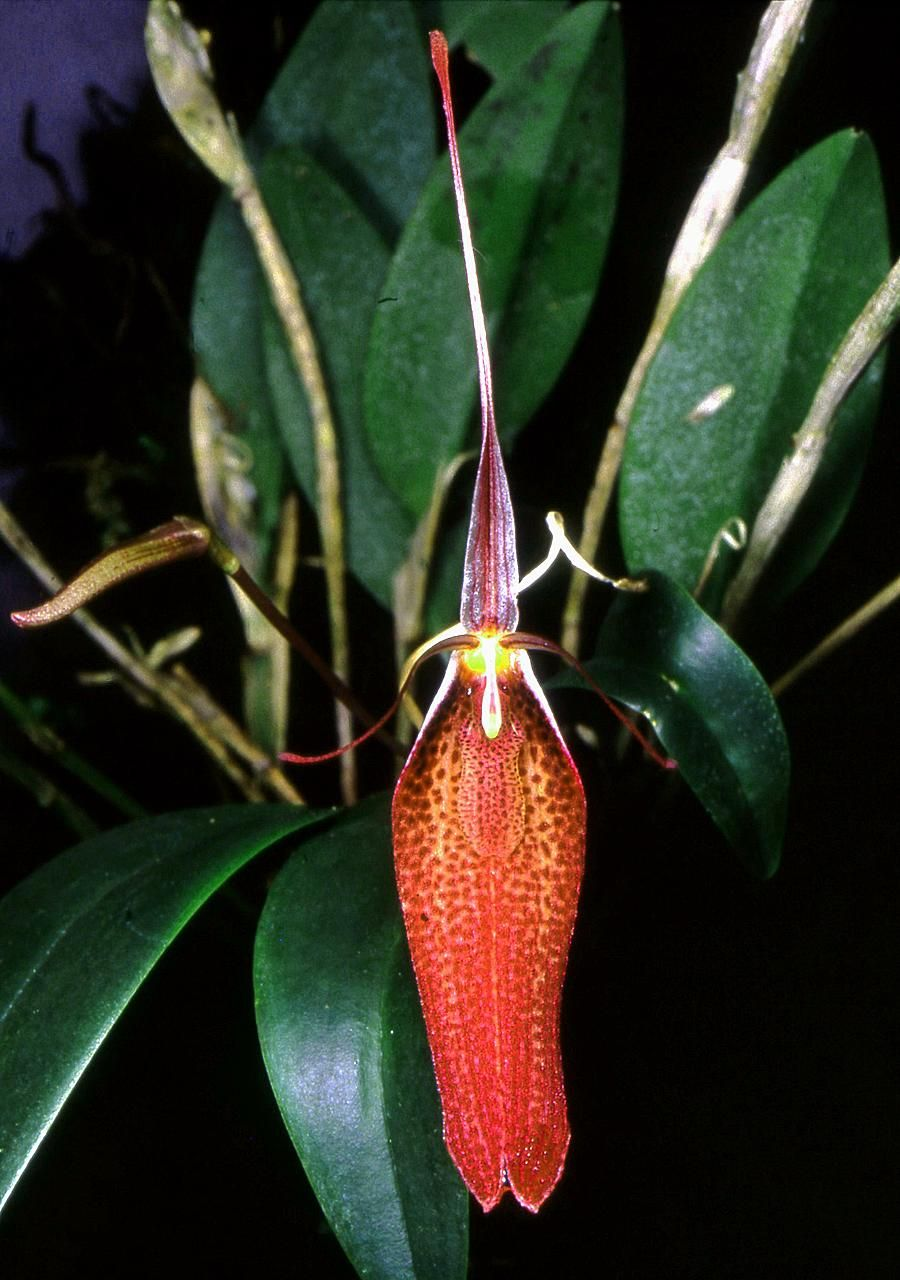

## Dottertaxa tillRestrepia, i alfabetisk ordning[1]
- Restrepia aberrans
- Restrepia antennifera
- Restrepia aristulifera
- Restrepia aspasicensis
- Restrepia brachypus
- Restrepia chameleon
- Restrepia chocoensis
- Restrepia chrysoglossa
- Restrepia citrina
- Restrepia cloesii
- Restrepia condorensis
- Restrepia contorta
- Restrepia cuprea
- Restrepia cymbula
- Restrepia dodsonii
- Restrepia driessenii
- Restrepia echinata
- Restrepia echo
- Restrepia elegans
- Restrepia ephippium
- Restrepia escobariana
- Restrepia falkenbergii
- Restrepia flosculata
- Restrepia fritillina
- Restrepia guttulata
- Restrepia howei
- Restrepia iris
- Restrepia jesupiana
- Restrepia lansbergii
- Restrepia limbata
- Restrepia mendozae
- Restrepia metae
- Restrepia mohrii
- Restrepia muscifera
- Restrepia nittiorhyncha
- Restrepia pandurata
- Restrepia pelyx
- Restrepia persicina
- Restrepia piperitosa
- Restrepia portillae
- Restrepia purpurea
- Restrepia radulifera
- Restrepia renzii
- Restrepia roseola
- Restrepia sanguinea
- Restrepia schizosepala
- Restrepia seketii
- Restrepia tabeae
- Restrepia teaguei
- Restrepia trichoglossa
- Restrepia tsubotae
- Restrepia wageneri
- Restrepia vasquezii